# Handiedan
Handiedan, bürgerlich Hanneke Treffers (* 1981 in Breda), ist eine niederländische Illustratorin, Collage-, Graffiti- und Streetart-Künstlerin. Sie lebt in Amsterdam.

## Leben
Mit 17 Jahren ging Handiedan an die Akademie voor Kunst en Vormgeving St. Joost in den Niederlanden und schloss das Studium 2002 in Fotodesign ab. 2007 begann sie mit Mixed-Media-Collagen. Seit 2011 arbeitet sie als Streetart-Künstlerin in Europa und den USA.
Im Gegensatz zu dem für holländische Streetart-Künstler typischen Minimalismus, ist Handiedans Kunst vom ornament- und detailreichen viktorianischen Stil bis zu klassischen Pinups der 1940er Jahre beeinflusst. Sie verwendet als Versatzstücke Motive aus Spielkarten, Münzen, alten Briefmarken, Tattoos und dem Kinky-Bereich. Protagonistinnen ihrer Bilder sind häufig mit Strapsen bekleidete Frauen im Burlesque-Stil der 1950er Jahre. Totenköpfe sind ein weiteres Zentralmotiv. Die Bilder sind stets symmetrisch und mit langen Textpassagen ergänzt, oft aus dem Bereich der Geographie oder Astrologie.
Handiedan nahm 2014 an dem Projekt 'One Wall' von Urban Nation in Berlin teil und gehört zum Streetart-Projekt 'The White Walls’ von Unit44 in Newcastle upon Tyne. Im Museum Halle Saint Pierre in Paris ist ihre Collage Bollywood Sugar ausgestellt. Dort nahm sie 2013 an der Ausstellung HEY! modern art & pop culture teil.
Neben Banksy, Shepard Fairey, Mr. Brainwash und Conor Harrington gilt Handiedan als eine der führenden Künstler im Bereich Street Art.

## Publikationen
- Hanneke Treffers: The Apple. The World of Bacladi. (Kinderbuch, Text und Illustrationen), Dushi, 2006. ISBN 978-90-78518-04-4

## Coverworks
- The Skabadivers – Ready Steady Go, 2003
- Amy Kuney – Bird’s Eye View, 2008